# Magnús Sigurðsson
Magnús Sigurðsson (* 1984 in Ísafjörður) ist ein isländischer Schriftsteller. 2013 belegte er den ersten Platz im renommierten Jón-úr-Vör Lyrikwettbewerb. Im Jahre 2008 erhielt er den ersten Preis des Tómas-Guðmundsson-Wettbewerbs für seine erste Gedichtesammlung Fiðrildi, mynta og spörfuglar Lesbíu („Schmetterlinge, Minze und die Spatzen Lesbias“). Ein Jahr zuvor gewann er einen Preis für seine Übersetzungen von Ezra Pounds Gedichtesammlung „Die Pisaner Cantos“ ins Isländische.

## Werke
- Tími kaldra mána. Uppheimar, [Akranes] 2013, ISBN 978-9935-43297-1.
- Blindir fiskar. Uppheimar, [Akranes] 2011, ISBN 978-9935-43201-8.
- Gleymskunnar bók og aðrar ritgerðir. Uppheimar, [Akranes] 2009, ISBN 978-9979-659-57-0.
- Fiðrildi, mynta og spörfuglar Lesbíu. Uppheimar, [Akranes] 2008, ISBN 978-9979-659-23-5.
- Hálmstráin. Uppheimar, [Akranes] 2008, ISBN 978-9979-659-09-9.

Als Übersetzer:
- Tor Ulven: Steingerð vængjapör. Uppheimar, Akranes 2012, ISBN 978-9935-43262-9.
- Ezra Pound: Söngvarnir frá Písa. Háskólaútgáfan, Reykjavík 2007, ISBN 978-9979-9774-3-8 (Originaltitel: The Pisan cantos. Übersetzt von Magnús Sigurðsson).